# Melemaga (Ort)
Melemaga ist ein osttimoresischer Ort im Suco Guenu Lai (Verwaltungsamt Cailaco, Gemeinde Bobonaro). Er liegt im Südwesten der Aldeia Melemaga auf dem Gipfel des Berges Foho Melemuga, auf einer Meereshöhe von 850 m. Nach Norden reihen sich weitere kleine Orte auf, wie an einer Perlenkette.